# Yell Fire!
Yell Fire! – studyjny album zespołu Michael Franti and Spearhead, wydany w 2006 roku nakładem Boo Boo Wax z licencją ANTI-. Album powstał po podróży Frantiego w 2004 roku po Bliskim Wschodzie (Irak, Izrael i Palestyna), udokumentowanej w filmie I Know I'm Not Alone. Nagrania miały miejsce zarówno w San Francisco, skąd pochodzi Franti, jak i w Kingston w Jamajce. Uczestniczyli w nich Sly & Robbie, a jako goście na płycie występują Pink oraz Gentleman.

## Lista utworów
| 1.  | "Time to Go Home"        | 5:10    |
|     |                          |         |
| 2.  | "Yell Fire"              | 4:44    |
|     |                          |         |
| 3.  | "I Know I'm Not Alone"   | 4:04    |
|     |                          |         |
| 4.  | "East to the West"       | 3:56    |
|     |                          |         |
| 5.  | "Sweet Little Lies"      | 4:43    |
|     |                          |         |
| 6.  | "Hello Bonjour"          | 4:50    |
|     |                          |         |
| 7.  | "One Step Closer to You" | 4:41    |
|     |                          |         |
| 8.  | "Hey Now Now"            | 5:36    |
|     |                          |         |
| 9.  | "Everybody Ona Move"     | 5:49    |
|     |                          |         |
| 10. | "See You in the Light"   | 4:18    |
|     |                          |         |
| 11. | "Light Up Ya Lighter"    | 4:57    |
|     |                          |         |
| 12. | "What I've Seen"         | 4:52    |
|     |                          |         |
| 13. | "Tolerance"              | 3:49    |
|     |                          |         |
| 14. | "Is Love Enough?"        | 5:08    |
|     |                          |         |
|     |                          | 1:06:37 |
|     |                          |         |

## Muzycy
- Michael Franti - wokale, gitara akustyczna, perkusjonalia
- Carl Young - gitara basowa, instrumenty klawiszowe
- Dave Shul - gitara
- Manas Itene - perkusja, chórki
- Roberto Quintana - perkusjonalia
- RadioActive - chórki

gościnnie
- Sly Dunbar - perkusja (utwory 1, 3, 6, 8)
- Robbie Shakespeare - gitara basowa (2, 3, 6, 8)
- Uzziah "Sticky" Thompson - perkusjonalia (2, 3, 6, 8)
- Michael "Hydey" Hyde - instrumenty klawiszowe (4, 5, 6, 7, 9, 11)
- J Bowman - gitara (11, 13)
- Eamonn Flynn - klawisze (9)
- Jason Yates - klawisze (3, 7)
- Anthony Robustelli - klawisze (2, 3)
- Steve "Lankey" Marsden - klawisze (6)
- Ian "Beasy" Coleman - gitara (7)
- Squiddly - perkusja, chórki (7)
- LZ Love - chórki (4, 9)
- Pink - chórki (7)
- Gentleman - wokale (14)
- Carlita & Zsa Zsa - chórki (6)
- Ade, Catdawg & Theresa Perez - chórki (9)
- Peter Pan, Lou Jackson, Julie Marie - skrzypce (10, 13)
- Ralph Street - wiolonczela (10, 13)